# شمدین ساکک
شمدین ساکک (به کردی:Şemdin Sakık) در سال ۱۹۵۹ در یکی از روستاهای استان موش ترکیه متولد شد. او در سال ۱۹۸۰ به حزب کارگران کردستان پیوست و خیلی زود به فرد شماره دو پ ک ک، بعد از اوجالان شد. او مسئول حمله به اتوبوس نیروهای بدون سلاح ارتش ترکیه در سال ۱۹۹۳ بود. این حمله باعث عدم صلح بین ترکیه و حزب پ ک ک شد. متعاقب آن عبدالله اوجالان دستور بازداشت و زندانی کردن او را صادر کرد. هرچند پس از مدتی آزاد شد و دوباره به منصب قبلی خود بازگشت. نیروهای امنیتی ترکیه در یک عملیات در سال ۱۹۹۸ او را در نزدیکی اربیل در کردستان عراق بازداشت و با هلکوپتر به ترکیه انتقال دادند.